# 薩德伯里微中子觀測站實驗室

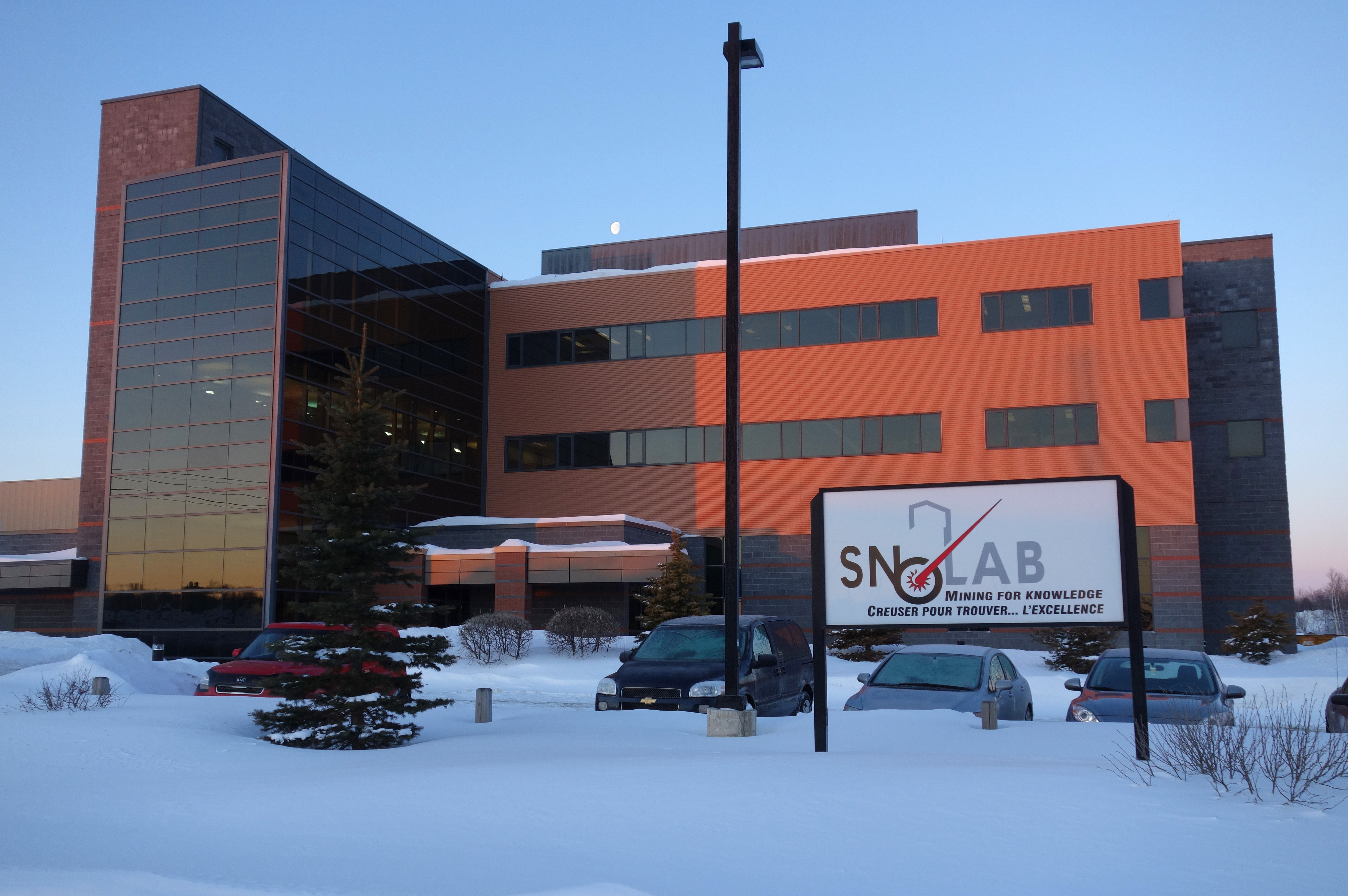
薩德伯里中微子觀測站實驗室地面建築。

薩德伯里中微子觀測站實驗室（SNOLAB，簡稱為「薩實驗室」）是位於加拿大安大略省薩德伯里2100米深的镍矿中的地下物理實驗室。原本位於此處的薩德伯里微中子觀測站（Sudbury Neutrino Observatory，縮寫為SNO）實驗計畫已結束，但其設施已被擴張成為永久物理實驗室。
薩實驗室乃是全世界在地下比較深處的幾個實驗設施之一。在地下2316米深處果拉爾金礦的粒子實驗因礦場關閉而於1992年終止運作。正在計畫中的DUSEL實驗室也已大幅度縮減，由於國家科學基金會拒絕負擔主要開支。2010年開始運作的中国锦屏地下实验室在那時是全世界最深的地下實驗室，緲子通量低於0.2 μ/m²/day ，薩實驗室的緲子通量為0.27 μ/m²/day。 （與之相比，在海平面，緲子通量大約為15 million μ/m²/day。)
雖然與礦坑相連通，實驗室本身維持於級別2000標準的潔淨室狀況，即尺寸不小於1μm的粒子少於2000個每1 m3空氣，背景輻射也很低．在其上方有2070 m石頭，約6010 米水當量（MWE）的屏蔽，足可擋去大部分的宇宙射線，是設置高靈敏度與超低計數率實驗夢寐以求的良好環境。

## 歷史
薩實驗已獲得重大成功，並且展示出地下深處物理實驗室的寶貴價值，很多基礎物理問題都可以從在地下深處完成的物理實驗獲得答案，例如，在太陽內部進行核融合的狀況、中微子的質量、暗物質的探測等等重要問題。2002年，加拿大創新基金會批准，將薩觀測站擴張成為一所永久性世界級實驗研究中心，該實驗室分別又在2007年與2008年獲得更多資金。

## 實驗

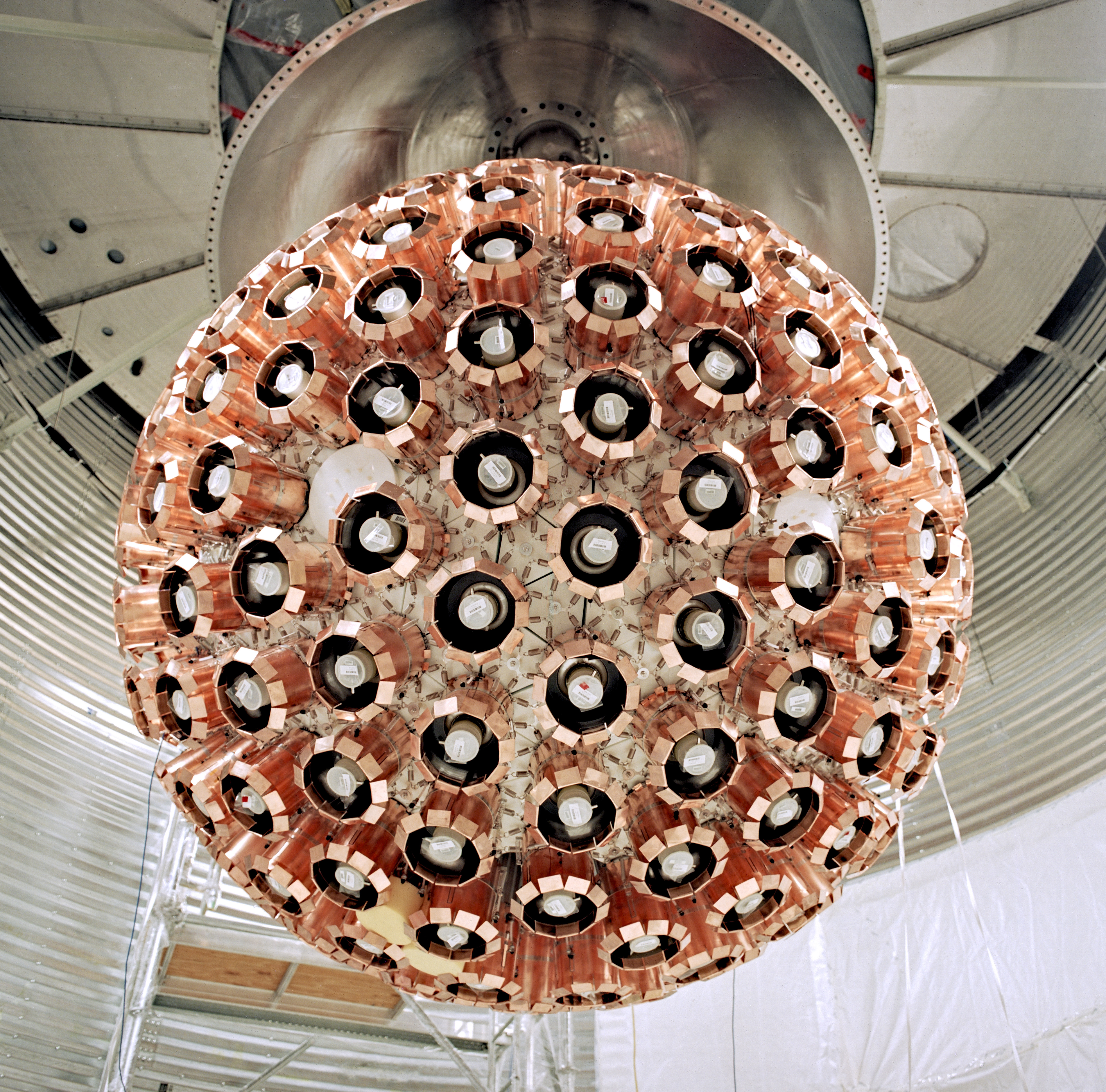
2014年，正在安裝中的DEAP-3600探測器。

在薩實驗室裏，主要有六個正在進行的物理實驗： :2
- 氦與鉛觀測站（英语：Helium and Lead Observatory）（HALO）：這是一種鉛基中微子探測器，專門用來探測銀河系內的超新星所產生的中微子。[11]
- 電荷耦合器件暗物質探測器（Dark Matter in CCDs，DAMIC）：使用6個含有1g質量矽元素的當今（2015年）最先進的電荷耦合器件，其具有探測質量小於6GeV的大質量弱相互作用粒子類型暗物質的功能。[12][13]
- COUPP60氣泡室：使用裝有37kg過熱CF3I的氣泡室來探測大質量弱相互作用粒子類型的暗物質。[14]
- PICO 2L氣泡室：使用裝有2.9kg過熱C3F8的氣泡室（2公升容量）來探測大質量弱相互作用粒子類型的暗物質。[10]:41[15]
- PICO-60氣泡室：使用裝有60kg過熱C3F8的氣泡室來探測大質量弱相互作用粒子類型的暗物質。[16]
- 氬元素暗物質探測器-3600（DEAP-3600）：使用3600 kg 氬液體來探測暗物質，靈敏度超過其它當今（2015年）最先進實驗20倍。[17][18][10]:14,21

現在（2015年），還有四個實驗項目正在興建中： 
- SNO+（英语：SNO+）中微子探測器：在原本的薩探測器內，將原本使用的重水更換為液體閃爍劑，其光輸出量更高，因此可以探測到低能量太陽中微子、地球中微子、反應爐中微子（reactor neutrino）等等。[19]
- 迷你惰氣基低溫低能量天文物理學（英语：Cryogenic Low-Energy Astrophysics with Neon）（MiniCLEAN）暗物質探測器：使用氬液體或氖液體來探測大質量弱相互作用粒子類型的暗物質。[10]:24–32[20]
- 超級低溫暗物質搜尋計畫（Super Cryogenic Dark Matter Search，SuperCDMS）：使用當今（2015年）最先進的低溫鍺基探測器來搜尋大質量弱相互作用粒子類型的暗物質。[21][22]
- DAMIC100探測器：使用18塊厚度為675 μm的16Mpix電荷耦合器件來探測暗物質，合計共用到100g矽元素，放射性背景事件率預期超小於1dru（#event/kg·day·keVee）。[13]

另有五個實驗項目已按計畫圓滿達成目標，現已關閉運作： 
- 原本的重水基薩德伯里中微子觀測站實驗。
- 北極星：這是個位於薩實驗室的地下實驗計畫，專門觀測在地球深層非常堅硬的硬岩（英语：Underground mining (hard rock)）所產生的地震信號。
- 第一代COUPP4氣泡室：使用裝有4kg過熱CF3I的氣泡室來探測大質量弱相互作用粒子類型的暗物質。[23]
- 氬元素暗物質探測器-1：使用7 kg 氬液體為與大質量弱相互作用粒子相互作用的標靶，主要目的是在鑑別氬液體的脈衝形狀。[24]
- 加拿大探索超對稱物體計畫（英语：PICASSO (dark matter)）：使用過熱的C4F10液體，以小液滴形式分散在聚合介質或黏性介質內，可以用來探測暗物質。假設有暗物質與小液滴發生碰撞，則小液滴會變換為氣泡，並且伴隨著可記錄的聲脈衝。[25]:3

薩實驗室正在考慮添加更多實驗計畫，例如，下一代冨集氙觀測站（nEXO）:16、探索無中微子雙貝他衰變的眼鏡蛇實驗:27、發展圓球形氣體探測器來探測暗物質的新圓球實驗（NEWS）。薩實驗室計畫興建一個更大的PICO-250L氣泡室 :44。

## 外部連結
- （英文）薩實驗室網站
- （法文）SNOLAB的法语介绍
- （英文）. . 第104集. 2007-10-24  [2015-11-09]. PBS. （原始内容存档于2009-12-08）.
- Jepsen, Kathryn. . symmetry magazine.   [2022-04-21]. （原始内容存档于2021-01-25） （英语）.
- Semeniuk, Ivan. . The Globe and Mail. 2014-03-22  [2022-04-21]. （原始内容存档于2022-04-21） （加拿大英语）.

46°28.3′N 81°11.2′W / 46.4717°N 81.1867°W